# Médéa
Médéa (en bereber: ⵍⵎⴷⵉⵢⵜ; en árabe: المدية) es una ciudad de Argelia. Es la capital de la provincia del mismo nombre, y está situada a unos 83 km al sur de Argel, la capital de la nación. La ciudad tiene un total de 145.441 habitantes.
La ciudad actual se encuentra en el sitio donde se ubicaba un antiguo puesto militar romano y tiene una historia que data del siglo X. La ciudad es en esencia de arquitectura francesa, de plano rectangular, los edificios con techos de tejas rojas, y hermosos jardines públicos. Las colinas que rodean Médéa están cubiertas de viñedos, huertos y granjas que producen grano de manera abundante.